# Winnipegsee
Der Winnipegsee (englisch Lake Winnipeg) ist mit über 24.400 km² der größte See der kanadischen Provinz Manitoba.
Er ist der drittgrößte vollständig in Kanada gelegene See sowie einer der 15 größten der Welt. Entwässert wird das „Meer von Manitoba“ durch den Nelson River, der von seinem Nordende aus in die Hudson Bay fließt.

## Geschichte
Das Land um den Winnipegsee ist seit Jahrtausenden besiedelt. Sein Name leitet sich vom Cree-Wort wīnipēk (ᐐᓂᐯᐠ), was „schlammiges Wasser“ bedeutet, ab. Der erste Europäer, der den See aufsuchte, war wohl der Engländer Henry Kelsey, der in Diensten der Hudson’s Bay Company stand und die Region von 1690 bis 1692 bereiste.

## Natur
Der 428 km lange Winnipegsee liegt in den Ebenen des Kanadischen Schildes recht genau in der Mitte Kanadas. Obwohl der See in der gemäßigten Klimazone liegt, erlebt er durch den ungehinderten Einfall von Kaltluft aus der kanadischen Arktis harsche Winter. Die Umgebung des Sees ist, besonders am Westufer, teilweise bewaldet; im Süden schließen sich die riesigen Getreidefelder der Prärie an. Er ist, wie auch seine Nachbarn, der Manitoba- und der Winnipegosissee, aus dem riesigen prähistorischen Agassizsee hervorgegangen, der sich einst über weite Teile der Mitte Nordamerikas erstreckte. Dieser war am Ende der letzten Eiszeit durch das Abtauen der Gletscher entstanden. Etwa drei Jahrtausende nachdem er seine größte Ausdehnung erreicht hätte, verlor der Agassizsee wieder den größten Teil seines Wassers und ließ eine Anzahl kleinerer Seen zurück, von denen der Winnipegsee mit 24.420 km² der größte ist.
Bemerkenswert ist, dass der 216 m über dem Meeresspiegel gelegene Winnipegsee eine für einen See seiner Größe nur geringe Tiefe aufweist: die maximale Tiefe liegt bei 36 m, die mittlere bei 12 m. Im See befinden sich zahlreiche Inseln, unter denen die größten (von Süd nach Nord) Hecla, Black, Berens und Reindeer sind. Die wichtigsten Zuflüsse des Winnipegsees sind der Red River of the North, Saskatchewan River (über den Cedar Lake), der Winnipeg River sowie der Dauphin River. Insgesamt hat der See ein Einzugsgebiet von 984.200 km².

## Wasserkraftwerk Jenpeg
Am Ausgang des Sees befindet sich das Jenpeg-Wasserkraftwerk (⊙). Die „Jenpeg Generating Station“ wurde von 1972 bis 1979 gebaut und wird von Manitoba Hydro betrieben.
Das Wasserkraftwerk erhält das Wasser aus dem Winnipegsee über den 2 Mile Channel, den 8 Mile Channel und den Ominawin Channel. Der Winnipegsee wird um 4 bis 12,5 m zusätzlich aufgestaut und sein Abfluss reguliert. Die Seehöhe wird im Winter bei 214–215 m über NN gehalten, im Sommer auf 218 mNN. Im Sommer fließt mehr Wasser zu als im Winter, aber der Stromverbrauch verhält sich umgekehrt.
Das Wasserkraftwerk besitzt sechs Turbinen, die jeweils 16 MW leisten, zusammen 97 MW; eine andere Quelle gibt die Gesamtleistung mit 132 MW an. Die Turbinen erzeugen eine jährliche Energiemenge von 0,9 TWh. Die Turbinen wurden von der russischen Firma HydroProject (heute Teil der Firma RusHydro) geliefert. Die hydraulische Fallhöhe schwankt zwischen 4 und 12,5 m, wobei am effektivsten bei 7,32 m Strom erzeugt werden kann. Das Absperrbauwerk, ein Erd- und Steinschüttdamm, ist über der Flusssohle 24 m hoch und über seiner Gründung 39 m. Es ist 626 m lang und besteht aus einem Volumen von 573.000 m³. Um den See aufstauen zu können, war als Nebenbauwerk noch der 600 m lange und 15 m hohe Kiskitto Dam nötig.
Vom Wasserkraftwerk fließt das Wasser über den Nelson River zur Hudson Bay ab. Die Hochwasserentlastung kann eine Wassermenge von 4361 m³/s abführen. Die Seefläche ist rund 25.000 km² groß (24.420 oder 25.413 km²). Der Stauinhalt wird in den einschlägigen Quellen mit 31.790 Millionen m³ angegeben.